# Spodsbjerg Klint
Spodsbjerg Klint er en 30 meter høj moræneklint på det nordvestlige hjørne af Halsnæs på Sjælland. Klinten har ingen relation til byen Spodsbjerg på Langeland.

## Afgrænsning
Klinten strækker sig fra stranden Trekanten i Hundested i vest til landsbyen Kikhavn i øst. Nord for klinten findes en stenstrand, der grænser op til Kattegat.

## Geologi
Klinten stod tilbage, da ismasserne i 16-tusindtallet før vor tidsregning smeltede bort. Inden da havde isen transporteret blågråt ler fra Sydnorge og senere brunt ler fra Mellemsverige. Den resulterende lagdeling har tidligere været tydligere, men er blevet svær at observere efter, at kystsikring mod Kattegat har stoppet jordskred.

## Det omkringliggende område
I klintens vestlige ende befinder sig Hundested Skanse. Lidt længere mod øst findes Knud Rasmussens Hus.
Øverst på klinten findes Spodsbjerg Fyr og et klitlandskab.
I klinten fandtes tidligere kystbatteriet Spodsbjerg Batteri. Batteriet opførtes i 1917, men rømmedes kort efter. Under Anden Verdenskrig etablerede de tyske styrker på ny et kystbatteri bemandet med 100 soldater. Det tyske kystbatteri var udstyret med fire 12½ cm kanoner med 18 kilometers rækkevidde samt fire flakskyts. Mindre betonelementer fra kystbatteriet findes fortsat i og nedenfor klinten.
Området oven for klinten er delvist fredet i flere omgange, første gang i 1950.
Havet ud for er en del af Natura 2000-område nr. 153 Havet og kysten mellem Hundested og Rørvig.